# W poszukiwaniu Ptaka Czasu
W poszukiwaniu Ptaka Czasu (tytuł oryginału: La Quête de l'oiseau du temps) – francuska seria komiksowa z gatunku fantasy, stworzona przez Serge'a Le Tendre (scenariusz) i Régisa Loisela (rysunki), ukazująca się pierwotnie od 1983 do 1987 nakładem wydawnictwa Dargaud. W 1998 została reaktywowana i ukazuje się do dziś do scenariusza Le Tendre'a i Loisela i z ilustracjami różnych artystów.  Po polsku w latach 1990–1992 pierwsze cztery tomy wydała oficyna Prószyński i S-ka na łamach czasopisma "Komiks" pod tytułem Pelissa. Od 2000 serię wydaje po polsku Egmont Polska pod tytułem wiernie oddającym jej oryginalną nazwę.

## Fabuła
Pierwszy cykl serii opowiada o losach młodej Pelissy i starego rycerza Bragona, którzy szukają Ptaka Czasu, aby uratować świat Akbaru przed zniszczeniem. Są wysłannikami królowej Mary, matki Pelissy, która sugeruje Bragonowi, że Pelissa jest owocem ich dawnego romansu. Zmusza to rycerza do uczestnictwa w pełnej niebezpieczeństw wyprawie, która stopniowo odsłoni przed Bragonem prawdziwe motywy Mary i tożsamość Pelissy.
Drugi cykl serii to prequel i opowiada o przygodach młodego Bragona i okolicznościach, w jakich poznał Marę.

## Tomy
| Tom           | Tytuł i rok I wydania polskiego | Tytuł i rok I wydania oryginalnego | Scenariusz                    | Rysunki         |
| Cykl pierwszy | Cykl pierwszy                   | Cykl pierwszy                      | Cykl pierwszy                 |                 |
| ------------- | ------------------------------- | ---------------------------------- | ----------------------------- | --------------- |
| 1             | Muszla Ramora (1990)            | La Conque de Ramor (1983)          | Serge Le Tendre               | Régis Loisel    |
| 2             | Świątynia Zapomnienia (1991)    | Le Temple de l'oubli (1984)        | Serge Le Tendre               | Régis Loisel    |
| 3             | Łowca (1991)                    | Le Rige (1985)                     | Serge Le Tendre               | Régis Loisel    |
| 4             | Jajo mroku (1992)               | L'Œuf des ténèbres (1987)          | Serge Le Tendre               | Régis Loisel    |
| Cykl drugi    |                                 |                                    |                               |                 |
| 1             | Przyjaciel Javin (2000)         | L'Ami Javin (1998)                 | Serge Le Tendre, Régis Loisel | Lidwine         |
| 2             | Księga bogów (2008)             | Le Grimoire des dieux (2007)       | Serge Le Tendre, Régis Loisel | Mohamed Aouamri |
| 3             | Droga łowcy (2010)              | La voie du Rige (2010)             | Serge Le Tendre, Régis Loisel | Vincent Mallié  |
| 4             | Rycerz Bragon (2014)            | Le Chevalier Bragon (2013)         | Serge Le Tendre, Régis Loisel | Vincent Mallié  |
| 5             | Złodziej woli (2017)            | L'Emprise (2017)                   | Serge Le Tendre, Régis Loisel | David Etien     |
| 6             | Kryll (2021)                    | Kryll (2020)                       | Serge Le Tendre, Régis Loisel | David Etien     |
| 7             | Ziarno szaleństwa (2023)        | Folle graine (2022)                | Serge Le Tendre, Régis Loisel | David Etien     |
| 8             | Omegon (2025)                   | L'Omégon (2024)                    | Serge Le Tendre, Régis Loisel | Vincent Mallié  |

## Nagrody
W 1999 za tom Przyjaciel Javin autorzy otrzymali nagrodę dziecięcą (Alph'art jeunesse 9–12 ans) na Międzynarodowym Festiwalu Komiksu w Angoulême.